# Maryana Marrash
Maryana Marrash, född 1848 i Aleppo, död 1919 i Aleppo, var en syrisk-ottomansk poet och salongsvärd. Hon var den första arabiska kvinna som publicerade sina poem professionellt, och den första arabiska kvinna som öppnat en litterär salong. Hon var också troligen den första kvinna som publicerats i en arabisk tidning.